# Pfeilstorch

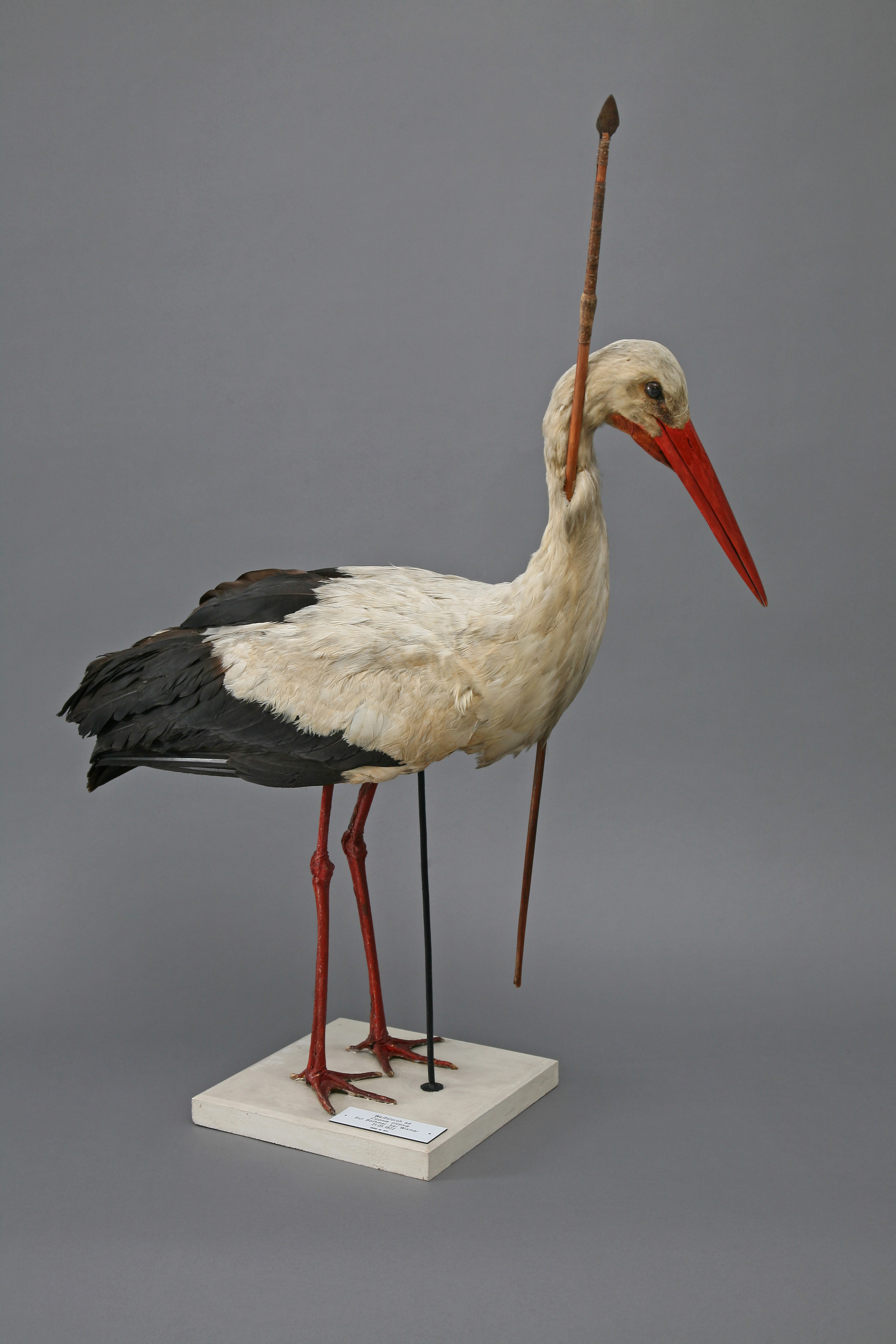
Az 1822-ben talált rostocki madárlelet kimutatta, hogy a madarak télen inkább vándorolnak, mintsem hibernálnak vagy alakot változtatnak.

A Pfeilstorch (németül „nyíl gólya”,többes számban Pfeilstörche) egy fehér gólya, amelyet nyíl vagy lándzsa sebesített meg afrikai telelőhelyén, és a lövedékkel a testében tért vissza Európába. 2003-ban körülbelül 25 Pfeilstörche-t dokumentáltak Németországban. 
Az első és leghíresebb Pfeilstorch egy fehér gólya volt, amelyet 1822-ben találtak a németországi a Klütz városa melletti Bothmer-kastély  parkjában, Mecklenburg-Elő-Pomeránia tartományban. Nyakában egy 75 centiméter hosszú lándzsát hordott magával, amely Közép-Afrikából származott. A példányt később kitömték, és ma a Rostocki Egyetem állattani gyűjteményében látható. Ezért Rostocker Pfeilstorch néven emlegetik.
Ez a Pfeilstorch döntő jelentőségű volt az európai madarak vándorlásának megértésében. Mielőtt a vándorlás jelenségét megértették volna, az emberek nehezen tudták megmagyarázni a fehér gólya és a fecskefélékhez hasonló madarak hirtelen, évente ismétlődő eltűnését. A vándorlás mellett egyes akkori elméletek szerint ezek a madarak más fajokká, egerekké változtak, vagy télen víz alatt hibernáltak, és ezeket az elméleteket még a korabeli zoológusok is terjesztették.Különösen a rostocki Pfeilstorch bizonyította, hogy a madarak nagy távolságokat repülnek a telelőhelyeikre.
Ernst Schüz számos madarat dokumentált, amelyekbe nyilak szúródtak: egy fehérhasú gólyát Tanganyikában, egy rövidcsőrű sast Magyarországon, egy méhészsast Finnországban és egy fekete kányát. Emellett hattyúkról és eiderrécekről is beszámolt, amelyekbe inuit nyilak szúródtak. 1969-ben megjegyezte, hogy a nyilakkal átlyuggatott madarak észlelései visszaszorultak, mert a íjakat és nyilakat „sajnálatos módon” a fegyverek váltották fel.

## Fordítás
Ez a szócikk részben vagy egészben  a   Pfeilstorch című angol Wikipédia-szócikk ezen változatának fordításán alapul.  Az eredeti cikk szerkesztőit annak laptörténete sorolja fel. Ez a jelzés csupán a megfogalmazás eredetét és a szerzői jogokat jelzi, nem szolgál a cikkben szereplő információk forrásmegjelöléseként.